# セルロ・ゴードの戦い
セルロ・ゴードの戦い（セルロ・ゴードのたたかい、英: Battle of Cerro Gordo）は、米墨戦争でウィンフィールド・スコット将軍のアメリカ軍が、優勢なアントニオ・ロペス・デ・サンタ・アナ将軍のメキシコ軍の側面を衝き、強力な防御的陣地から駆逐した戦闘である。

## 背景
アメリカ軍は1847年3月29日にベラクルスの港を占領した。これに続いてスコット将軍はメキシコシティに向けて進軍を開始した。

## 戦闘
この地域のメキシコ軍を指揮するアントニオ・ロペス・デ・サンタ・アナ将軍はハラパに近いセルロ・ゴードの防御を施した谷間に12,000名以上の軍勢を置いてスコットの進軍を遮った。
ここに集まった軍勢は北方師団の残り（総勢5,650名、大砲150門、歩兵4,000名、騎兵1,500名）、すなわちアムプーディア旅団（第3、第4、第5および第11戦列歩兵連隊）、バスケス旅団（第1、第2、第3および第4軽装歩兵連隊）、およびフベラ騎兵旅団（第5、第9モレリアおよびコラセロス騎兵連隊）がおり、さらに首都からの援軍で、ランゲル旅団（第6歩兵連隊、近衛歩兵連隊、リベルタードおよびガリーナ大隊、騎兵2個大隊および大砲8門）、ピンゾン旅団、アルティーガ旅団（プエブロ・アクティーボ、および国防軍大隊）とカナリソ特殊騎兵師団がいた。
アメリカ陸軍工兵司令部のロバート・E・リー大尉はサンタ・アナ軍の陣地を回りこむ山道を発見した。スコット将軍は直ぐに指揮下の主力をその道に動かし、メキシコ軍の側面を衝いた。1847年4月18日に激戦が起こり、サンタ・アナ軍を壊走させた。

## 結果
メキシコ軍は戦死傷者1,000名を出し、さらに3,000名が捕虜になった。アメリカ軍の損失は戦死63名、負傷367名だった。サンタ・アナ将軍はイリノイ志願兵の第4連隊に不意打ちを食らい、その義足も無しに馬での逃走を強いられた。その義足は捕捉され、今でもイリノイ州で展示されている。
この戦闘は、「西のテルモピレーの戦い」と呼ばれてきた。それはこの時の地形の使い方が、ペルシア軍がギリシャ軍を破った時に使った操軍に類似しているからである。しかし、損失は大きく異なった。攻撃したアメリカ軍の損失はそこそこであったのに、防御側のメキシコ軍の損失は大きく、テルモピレーとは逆の結果になった。
この壊走の間、メキシコ軍にあって聖パトリック大隊がアメリカ軍に対する最大の抵抗を行った。この部隊はアメリカ軍に捕まることを最も恐れており、退却（あるいは降伏）しようとするメキシコ軍兵士に発砲して脅すことになった。アメリカ軍が激しい砲撃を行ったために、大隊の隊員はアメリカ軍に一斉射撃で反撃するためにその時間の大半を消費し、それ故に少なからぬ同士討ちが実際に起こった可能性は少ない。

## 戦闘の後
スコットはメキシコシティから75マイル（120km）のプエブラまで進軍し、1847年5月15日までそこに留まった。
スコットの工兵隊には歴史的に重要な意味を持つ中隊クラスの士官が5人いた。すなわちロバート・E・リー大尉、ジョージ・マクレラン大尉、ジョセフ・ジョンストン大尉、ジョン・G・フォスター中尉、およびP・G・T・ボーリガード中尉だった。5人共に南北戦争（1861年 - 1865年）で将軍を務めることになった。

## この戦闘を記念した地名
アイオワ州セルロ・ゴード郡、ノースカロライナ州セルロ・ゴードおよびイリノイ州セルロ・ゴードはこの戦闘からその名前を採った。ジョージア州レサカがレサカ・デ・ラ・パルマの戦いから名付けられたのと同様である。
シエラ・ゴードは小説の主人公G.I.ジョーが戦った地域の一つである。